# TIROS-5
O TIROS-5 (também chamado de TIROS-E e A-50) foi um satélite meteorológico estabilizado por rotação. Foi o quinto de uma série de Satélites de Observação Infravermelha de Televisão.

## Lançamento
O TIROS 5 foi lançado em 19 de junho de 1962, por um foguete Thor-Delta da Estação da Força Aérea de Cabo Canaveral, Flórida, Estados Unidos. A espaçonave funcionou nominalmente até 30 de junho de 1962. O satélite orbitava a Terra uma vez a cada 1 hora e 30 minutos, com uma inclinação de 58°. Seu perigeu era de 586 km (364 mi) e o apogeu foi de 972 km (604 mi).

## Missão
O TIROS 5 foi projetado para demonstrar ainda mais a capacidade de uma espaçonave de observar, gravar e transmitir imagens de cobertura de nuvens de TV para uso em análises e previsões meteorológicas operacionais. O satélite estabilizado por rotação estava na forma de um prisma direito de 18 lados, 107 cm nos cantos opostos e 56 cm de altura, com uma placa de base reforçada que transporta a maioria dos subsistemas e um conjunto de tampa. A energia elétrica foi fornecida à espaçonave por aproximadamente nove mil células solares de silício de 1 por 2 cm montadas no conjunto da tampa e por 21 baterias de níquel-cádmio.
Uma única antena monopolo para recepção de comandos terrestres estendida da parte superior do conjunto da tampa. Um par de antenas de telemetria de dipolo cruzado (235 MHz) projetada para baixo e diagonalmente para fora da placa de base. A taxa de rotação do satélite foi mantida entre oito e doze rpm pelo uso de cinco pares diametralmente opostos de pequenos propulsores de combustível sólido montados ao redor da borda da placa de base. A atitude adequada foi mantida dentro de uma precisão de 1° a 2° pelo uso de um dispositivo de controle magnético consistindo de 250 núcleos de fio enrolado ao redor da superfície externa da espaçonave.
A interação entre o campo magnético induzido na espaçonave e o campo magnético da Terra forneceu o torque necessário para o controle de atitude. O TIROS-5 foi equipado com duas câmeras de TV vidicon de 1,27 cm, uma de ângulo médio e outra de grande angular, para tirar fotos de nuvens terrestres. As imagens foram transmitidas diretamente para qualquer uma das duas estações receptoras terrestres ou foram armazenadas em um gravador a bordo para reprodução subsequente, dependendo se o satélite estava dentro ou fora do alcance de comunicação da estação. A maior inclinação orbital do TIROS 5 (58° vs 48° para a espaçonave TIROS anterior) estendeu a cobertura efetiva da TV de 65° N para 65° S lat.
Com exceção da falha da câmera de ângulo médio dezessete dias após o lançamento, o satélite funcionou normalmente até 14 de maio de 1963, quando foi desativado após a falha da eletrônica do obturador na câmera de grande angular.